# Habranthus robustus
Habranthus robustus es una especie de planta herbácea, perenne y bulbosa perteneciente a la familia de las amarilidáceas. Se distribuye desde Florida hasta el sur de Sudamérica.

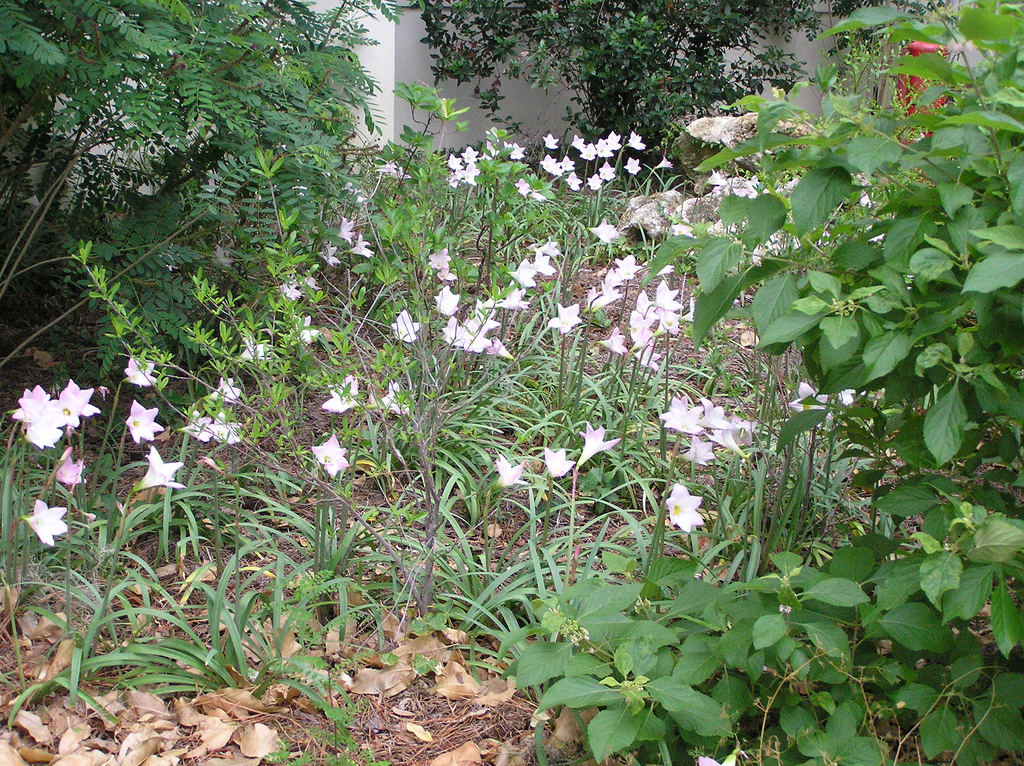
Vista de la planta

## Descripción
Habranthus robustus es una planta bulbosa perennifolia con las hojas sin filo de color verde, de 18 mm de ancho. La inflorescencia es de una única flor —efímera— en una espata de 3,8-4,1 cm. La flor, de 6,8-8 cm, tiene el tubo de color verde, y los tépalos de color de rosa. El número cromosomático es de 2n = 12.

## Taxonomía
Habranthus robustus fue descrita por (L'Hér.) Sweet y publicado en The British Flower Garden,... series 2 1: pl. 14, en el año 1831.
Etimología
Habranthus: nombre genérico que deriva de las palabras griegas: ἀβρος habros para  "tierno", "agradable" o "pequeño" y ἄνθος anthos para "flor".
robustus: epíteto latino que significa "robusto".
Sinonimia
- Amaryllis berteroi Spreng.
- Amaryllis robusta (Herb. ex Sweet) Sweet ex Steud.
- Atamasco taubertiana (Harms) Greene
- Habranthus berteroi (Spreng.) M.Roem.
- Zephyranthes robusta (Herb. ex Sweet) Baker
- Zephyranthes taubertiana Harms
- Zephyranthes taubertii Harms[6]